# Heteropoda lashbrooki
Heteropoda lashbrooki là một loài nhện trong họ Sparassidae.
Loài này thuộc chi Heteropoda. Heteropoda lashbrooki được Henry Roughton Hogg miêu tả năm 1922.